# Kathryn Williams
Kathryn Williams (ur. 1974 w Liverpoolu) – brytyjska wokalistka i kompozytorka folkowa. Williams zadebiutowała w 1999 wydanym przez jej własną wytwórnię Caw Records albumem Dog Leap Stairs. Współpracowała ponadto z takimi wykonawcami jak John Martyn, Badmarsh and Shri, Thea Gilmore, Tobias Froberg czy Ted Barnes.

## Dyskografia (wybór)
- Dog Leap Stairs (1999, CAW 001)
- Little Black Numbers (2000, CAW 003)
- Old Low Light (2002)
- Relations (2004)
- Over Fly Over (2005, CAW 007)
- Leave to Remain (2006)
- Two (2008) with Neill MacColl